# Сен-Венсан-сюр-Жаброн
Сен-Венса́н-сюр-Жабро́н (фр. Saint-Vincent-sur-Jabron, окс. Sant Vincenç de Jabron) — коммуна во Франции, находится в регионе Прованс — Альпы — Лазурный Берег. Департамент коммуны — Альпы Верхнего Прованса. Входит в состав кантона Нуайе-сюр-Жаброн. Округ коммуны — Форкалькье.
Код INSEE коммуны — 04199.

## Население
Население коммуны на 2008 год составляло 194 человека.
| 1962 | 1968 | 1975 | 1982 | 1990 | 1999 | 2008 |
| ---- | ---- | ---- | ---- | ---- | ---- | ---- |
| 170  | 148  | 124  | 132  | 151  | 192  | 194  |

## Экономика
В 2007 году среди 114 человек в трудоспособном возрасте (15—64 лет) 77 были экономически активными, 37 — неактивными (показатель активности — 67,5 %, в 1999 году было 70,5 %). Из 77 активных работали 69 человек (39 мужчин и 30 женщин), безработных было 8 (3 мужчин и 5 женщин). Среди 37 неактивных 11 человек были учениками или студентами, 13 — пенсионерами, 13 были неактивными по другим причинам.

## Достопримечательности
- Руины бывшей деревни
- Военный мемориал 1939—1945 годов
- Замок возле церкви (XVII век) с внутренним двором и круглыми башнями
- Церковь Сен-Венсан
- Музей военных касок (1915—1945)